# Cheirogaleidae
Los quirogaleidos (Cheirogaleidae) son una familia de primates estrepsirrinos que contiene entre otros a los lémures enanos y a los lémures ratones. Como todos los lémures, esta familia es endémica de Madagascar.

## Características
Los integrantes de esta familia son los lémures y primates más pequeños. En general, tienen un pelaje suave y largo que oscila entre gris-marrón hasta rojizo, con el vientre más pálido. Tienen orejas pequeñas, ojos grandes y convergentes, y miembros posteriores alargados. Su tamaño varía entre solo 13 a 28 cm, con una cola muy larga, hasta 1,5 veces la longitud del cuerpo. Su peso no supera los 500 grams, con especies que apenas alcanzan los 30 gramos, como el lemur ratón de Berthe (Microcebus berthae), considerado el primate más pequeño del mundo.
Los quirogaleidos son nocturnos, solitarios y arbóreos. Son omnívoros y se alimentan principalmente de frutos, hojas y flores; así como de insectos, arañas y vertebrados pequeños. Son excelentes trepadores y saltan largas distancias entre las ramas de los árboles usando su cola como balance.

## Géneros y especies
Familia Cheirogaleidae
- Subfamilia Lemurinae
- Género Allocebus
  - Allocebus trichotis
- Género Cheirogaleus
  - Cheirogaleus adipicaudatus
  - Cheirogaleus crossleyi
  - Cheirogaleus lavasoensis[4]
  - Cheirogaleus major
  - Cheirogaleus medius
  - Cheirogaleus minusculus
  - Cheirogaleus ravus
  - Cheirogaleus sibreei
- Género Microcebus
  - Microcebus arnholdi[5]
  - Microcebus berthae
  - Microcebus bongolavensis[6]
  - Microcebus danfossi[6]
  - Microcebus gerpi[7]
  - Microcebus griseorufus
  - Microcebus jollyae[8]
  - Microcebus lehilahytsara[8]
  - Microcebus macarthurii[9]
  - Microcebus mamiratra[8]
  - Microcebus margotmarshae[10]
  - Microcebus marohita[11]
  - Microcebus mittermeieri[8]
  - Microcebus murinus
  - Microcebus myoxinus
  - Microcebus ravelobensis
  - Microcebus rufus
  - Microcebus sambiranensis
  - Microcebus simmonsi
  - Microcebus tanosi[11]
  - Microcebus tavaratra
- Género Mirza
  - Mirza coquereli
  - Mirza zaza[12]
- Género Phaner
  - Phaner electromontis
  - Phaner furcifer
  - Phaner pallescens
  - Phaner parienti